# Asclepias contrayerba
Asclepias contrayerba là một loài thực vật có hoa trong họ La bố ma. Loài này được Sessé & Moç. mô tả khoa học đầu tiên năm 1894.